# Luksemburg na Letnich Igrzyskach Olimpijskich 1900
Luksemburg na Letnich Igrzyskach Olimpijskich 1900 w Paryżu reprezentowany był przez jednego sportowca, choć udział reprezentacji nie zawsze jest uznawany.
Zwycięzca maratonu, Michel Théato przez długi czas uznawany był za Francuza, jednak dopiero pod koniec XX wieku Alain Bouillé odkrył, że Théato urodził się w Luksemburgu i nigdy nie uzyskał obywatelstwa francuskiego. Międzynarodowy Komitet Olimpijski nigdy jednak nie zweryfikował jego narodowości i złoty medal przypisuje Francji.